# Mohamed Hdidane
Mohamed Hdidane (27 de abril de 1986) é um basquetebolista profissional tunisiano.

## Carreira
Mohamed Hdidane integrou a Seleção Tunisiana de Basquetebol, em Londres 2012, que terminou na décima-primeira colocação.

## Títulos
Seleção Tunisiana
- AfroBasket de 2011